# Optatam Totius
Optatam Totius (latin pour [Le renouveau] souhaité pour toute [l'Église]) est le décret sur la formation des prêtres approuvé par le IIe concile œcuménique du Vatican. Voté à une très large majorité de 2 318 pour et 3 contre, par l'assemblée du concile œcuménique, ce décret est promulgué par le pape Paul VI le 28 octobre 1965.

## Contenu
Le document souligne que la formation des séminaristes doit avoir pour objectif premier de façonner des pasteurs à l'image de Jésus-Christ, Maitre spirituel, Prêtre et Pasteur. Leur préparation doit les familiariser avec le ministère de la Parole, par une compréhension approfondie des Écritures saintes, soutenue par la méditation de la parole de Dieu, et exprimée dans leur vie et ministère. 
La formation à l'exercice du ministère du culte et de la sanctification par la célébration de l'Eucharistie et de l'office divin ne doit pas être négligée. Ainsi ils collaboreront activement à l'œuvre du salut du genre humain par la célébration de l'Eucharistie et des sacrements.   
Finalement leur formation doit les préparer au ministère pastoral. Qu'ils apprennent à être les dignes représentants du Christ venu parmi les hommes non pas pour être servi mais pour servir et donner sa vie (Mc 10:45)

## Structure du texte
Les chiffres correspondent aux chapitres
1. Préambule
2. Du régime de formation sacerdotale à instituer en chaque nation (1)
3. De la culture vigilante des vocations sacerdotales (2-3)
4. Organisation des grands séminaires (4-7)
5. De l'approfondissement de la formation spirituelle (8-12)
6. De l'aménagement des études ecclésiastiques (13-18)
7. De la formation proprement pastorale (19-20)
8. De la formation à compléter après le séminaires (21)
9. Conclusion

Optatam Totius a incité le prêtre jésuite allemand, écrivain et professeur de théologie Karl Rahner à écrire le Traité fondamental de la foi